# 〜Ultra Radio Connection〜DIG!!!!!!!!FUKUOKA
～Ultra Radio Connection～DIG!!!!!!!!FUKUOKA（ウルトラ・レディオ・コネクション ディグ!!!!!!!!フクオカ）は、2020年4月から月曜 - 木曜 12:30 - 16:30に、FM FUKUOKA1階AIGスタジオから放送されるラジオ番組。

## 概要
22年間同枠で放送されていた「SUPER RADIO MONSTER ラジ★ゴン」の後番組として2020年4月に放送開始。FM FUKUOKA開局50周年のスローガン「聴けば、出会える」を具現化するプログラムとして「フクオカを、音楽を、話題を、人を、掘って（DIG）！掘って！掘り起こす！」番組を目指す。ちなみに、番組名の「！」の数は番組開始時のパーソナリティ8人にちなんでいる。
DJは月曜をクワハラタクヤと小雪、火曜をBUTCHと愛智望美、水曜を岡澤アキラと斉藤ふみ、木曜をTOGGYと松藤みな子の、エンタテインメント・レディオマスター（前番組のラジ★ゴンでは福岡を代表するDJ（ラジオモンスター））と称した8人が2人ずつ日替わりで出演する。このうち、月曜の小雪・火曜のBUTCH・水曜の斉藤・木曜のTOGGYは前番組の『ラジ★ゴン』から曜日変更やコンビ解消がありつつも続投するほか、愛智・岡澤・松藤は週末朝のワイド番組『Weekend more radio!!』から異動する形で起用される。

## パーソナリティ

### 現在
- 月曜 - クワハラタクヤ、梅田あんり（FM FUKUOKA アナウンサー）
- 火曜 - BUTCH、愛智望美（FM FUKUOKA アナウンサー）
- 水曜 - 斉藤ふみ、コンバット満
- 木曜 - TOGGY、松藤みな子（2024年より産休）、上田理子 (ばってん少女隊)※松藤の代理

### 過去
| 期間   | 期間    | 男性           | 男性  | 男性         | 男性  | 女性       | 女性     | 女性     | 女性       |
| 期間   | 期間    | 月曜           | 火曜  | 水曜         | 木曜  | 月曜       | 火曜     | 水曜     | 木曜       |
| ------ | ------- | -------------- | ----- | ------------ | ----- | ---------- | -------- | -------- | ---------- |
| 2020.4 | 2023.3  | クワハラタクヤ | BUTCH | 岡澤アキラ   | TOGGY | 小雪       | 愛智望美 | 斉藤ふみ | 松藤みな子 |
| 2023.4 | 2023.12 | クワハラタクヤ | BUTCH | コンバット満 | TOGGY | 小雪       | 愛智望美 | 斉藤ふみ | 松藤みな子 |
| 2024.1 | 2025.6  | クワハラタクヤ | BUTCH | コンバット満 | TOGGY | 小雪       | 愛智望美 | 斉藤ふみ | 上田理子   |
| 2025.7 | 現在    | クワハラタクヤ | BUTCH | コンバット満 | TOGGY | 梅田あんり | 愛智望美 | 斉藤ふみ | 上田理子   |

## 放送時間
全て月曜 - 木曜の放送。
- 2020年4月 - 12:30 - 16:30

## タイムテーブル

### 現在
2023年7月現在のタイムテーブル。◆のコーナーは前番組の『ラジ★ゴン』より継続。
- 12:30 - オープニング
- 12:40 - トクセン！FMラジオショッピング
- 13:20 - TODAY’S REPORT
- 13:26 - 日替わりコーナー1
  - (月) - コツの殿堂
  - (火) - お父さんのためのトレンドニュース
  - (水) - 斉藤ふみのキャンプ道
  - (木) - ◆格言の泉
- 13:42 - TRAFFIC REPORT
- 13:48 - トクセン！FMラジオショッピング
- 14:00 - クイズ！アタック3
  - リスナー参加型のクイズコーナー。出題される3つのヒントから答えとなる物・事柄・人物等を当てる。正解すると1000円分の商品券(前日までの挑戦者が不正解の場合は正解者が出るまでキャリーオーバー)がもらえる。
- 14:13 - WEATHER REPORT
- 14:19 - ◆福岡シティエクスプレスVIVOTが行く
  - FM FUKUOKAのラジオカー「VIVOT」が福岡の店や企業などを回り取材するコーナー。
- 14:25 - 日替わりコーナー2
  - (月) - 恋の赤ペンしぇんしぇい
  - (火) - 楽しいオヤジギャグ講座
  - (水) - ママのミカタパパのミカタ
  - (木) - みな子のちょっとDIGって！
- 14:35 - ◆(火・木)ライフ・ウィズ・北九州（北九州市提供）
  - 北九州の市政情報などを伝える。
- 14:40 - TRAFFIC REPORT
- 14:55 - MY OLYMPIC α (JFNネット番組)
- 15:09 - TODAY’S REPORT
- 15:15 - ゲスト ディグ
  - ゲストコーナー。ゲストがいない場合はリスナーからのメッセージ紹介などに充てられる。
- 15:34 - TRAFFIC REPORT
- 15:55 - D U know? (火曜日のみ『みんなで撲滅 飲酒運転』)
- 16:00 - ◆なっつカフェ
  - リスナーからの「懐かしいあの曲」のリクエストに答えるコーナー。一つのテーマで3曲を括ってリクエストされることが多い。
- 16:14 - TODAY’S REPORT
- 16:27 - エンディング

### 終了したコーナー
- (月曜)ディグTHE 地元(番組開始-2021年9月)
- (月曜)ハザマの世界(番組開始-2022年12月)
- (水曜)名奉行遠山のふみさん(番組開始-2023年3月)